# Північний Нортгемптоншир

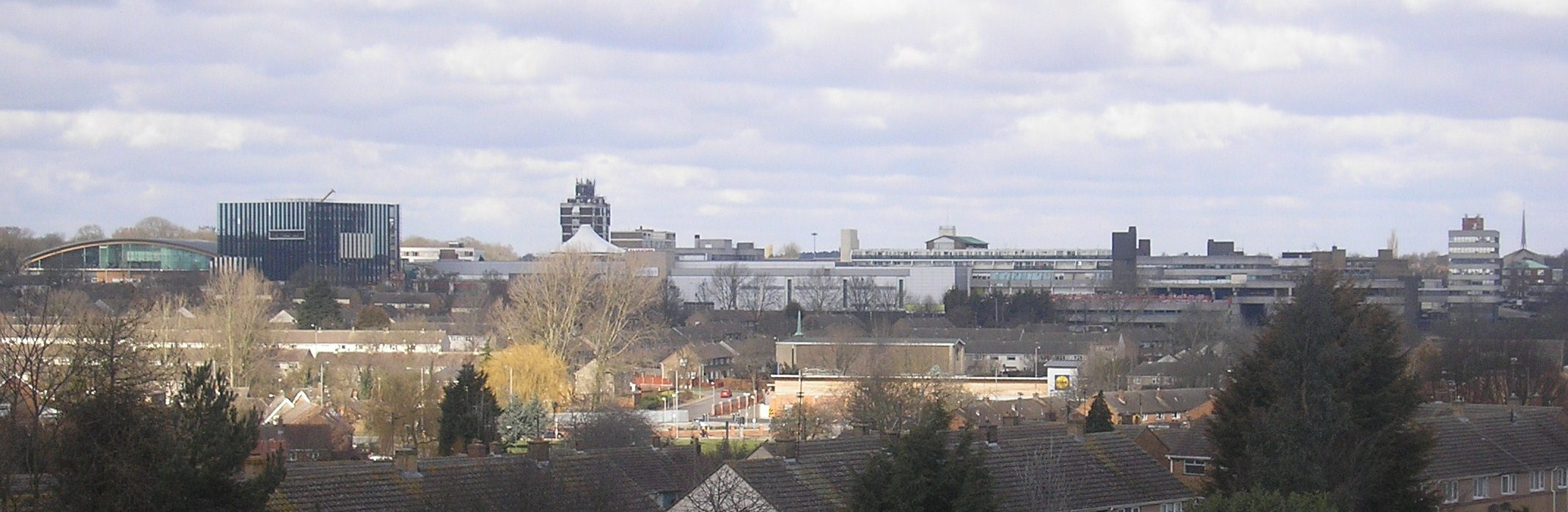
Корбі, адміністративний центр і друге за величиною поселення в Північному Нортгемптонширі

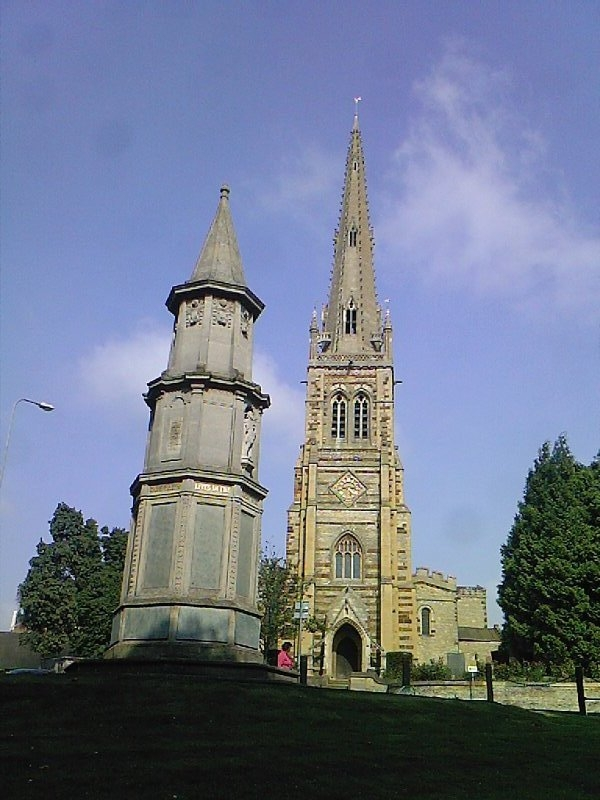
Рашден, четверте за величиною поселення в Північному Нортгемптонширі.

Північний Нортгемптоншир — один із двох районів місцевого самоврядування в Нортгемптонширі, Англія. Це унітарна територія влади, що утворює приблизно половину церемоніального графства Нортгемптоншир. Створено в 2021 році. Його відомі міста: Кеттерінг, Корбі, Веллінгборо, Рашден, Раундс, Десборо, Ротвелл, Іртлінгборо, Трапстон і Аундл. Рада базується в кубі Корбі в Корбі.

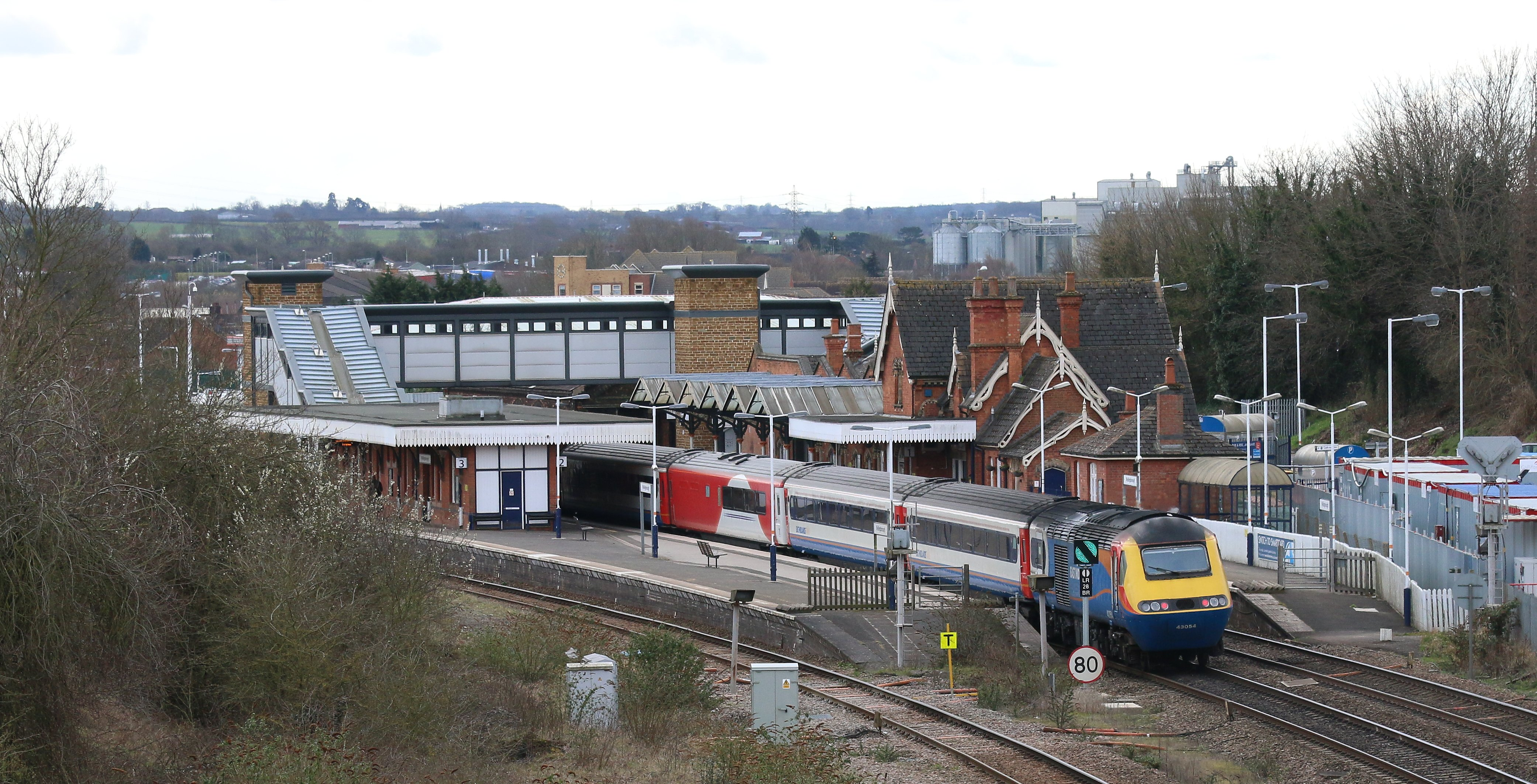
Веллінгборо, третє за величиною поселення в Північному Нортгемптонширі.

Тут є низка озер уздовж заповідного парку долини Нене, пов’язана з ним залізниця, село Фотерінгей, де є гробниці дому Йорків, а також висока церква, що підтримується контрфорсами. Цей підрозділ має добре збережений середньовічний замок у приватних руках поруч із Корбі – замок Рокінгем – і близько 20 інших відомих заміських будинків, багато з яких мають сади або дні для відвідувачів.

## Історія
Північний Нортгемптоншир був створений 1 квітня 2021 року шляхом злиття чотирьох неметропольних округів Корбі, Східного Нортгемптонширу, Кеттерінгу та Веллінгборо. Він поглинув функції цих округів, а також функції скасованої ради графства Нортгемптоншир.
У березні 2018 року, після фінансової та культурної неефективності з боку кабінету міністрів та посадових осіб ради графства Нортгемптоншир, тодішній держсекретар у справах місцевого самоврядування Саджид Джавід направив уповноваженого Макса Каллера до ради, який рекомендував раду графства та округу та округу ради в окрузі було скасовано та замінено двома унітарними органами влади, одна охоплювала захід, а друга — північ округу. Ці пропозиції були схвалені у квітні 2019 року. Це означало, що округи Давентрі, Нортгемптон і Південний Нортгемптоншир були об’єднані в нову унітарну владу під назвою Західний Нортгемптоншир, тоді як друга унітарна влада, Північний Нортгемптоншир, складається з колишніх округів Корбі, Східний Нортгемптоншир, Кеттерінг і Веллінгборо.

Піраміда населення Північного Нортгемптонширу

## Рада

Склад ради Північного Нортгемптонширу
Консерватори (59)
Опозиція (19)
Лейбористи (14) Зелені (3)
Ліберальні демократи (1)
Безпартійні (1)

Вибори до тіньового органу влади мали відбутися у четвер, 7 травня 2020 року, але були перенесені через пандемію COVID-19. Натомість ці вибори відбулися 6 травня 2021 року, і консерватори отримали більшість місць. Рада складається з 78 радників, обраних у 26 округах.
Логотип Ради зображує замок Рокінгем, річку Велленд і червоного коршуна – хижого птаха, який міцно асоціюється з графством Нортгемптоншир і особливо поширений у північно-східних частинах графства навколо Корбі та Рокінгемського лісу.

## Поселення та парафії
- Ачерч, Олдвінкл, Апеторп, Ешлі, Ештон
- Барнуелл, Бартон Сігрейв, Бенефілд, Блатервік, Бозіт, Бремптон Еш, Брейбрук, Брігсток, Бротон, Булвік, Бертон Латімер
- Челвестон разом з Калдекоттом, Клоптоном, Корбі, Коллівестоном, Коттерстоком, Коттінгемом, Кренфордом, Кренслі
- Дін, Дінеторп, Денфорд, Десборо, Дінглі, Даддінгтон з Файншейд
- Ерлз Бартон, Іст Карлтон, Істон Модіт, Істон на пагорбі, Ектон
- Файнедон, Фатерінгей
- Геддінгтон, Глепторн, Графтон Андервуд, Грейт Аддінгтон, Грейт Доддінгтон, Грейт Гарроуден, Грендон, Греттон ,
- Хардвік, Харгрейв, Гаррінгтон, Гаррінгворт, Гемінгтон, Хайем Феррерс
- Ірчестер, Іртлінгборо, Ісліп, Ішам
- Кеттерінг, Королівська скеля
- Лакстон, Лілфорд-кум-Вігсторп, Літтл-Аддінгтон, Літл-Харроуден, Літл-Ірчестер, Лоддінгтон, Ловік, Ладдінгтон, Латтон
- Моуслі, Мерс Ешбі, Міддлтон
- Насінгтон, Ньютон і Літтл Оклі, Ньютон Бромсуолд
- Орлінгбері, Ортон, Оундл
- Пілтон, Поулбрук, Пітчлі
- Раундс, Рінгстед, Рокінгем, Ротвелл, Рашден, Раштон
- Шотлі, Саутвік, Стеніон, Стенвік, Сток Дойл, Сток Олбані, Стрікстон, Садборо, Саттон Бассет, Сайвелл
- Тансор, Торп Малсор, Торп Вотервіль, Трепстон, Тернінг, Тітчмарш, Твайвелл
- Wadenhoe, Wakerley, Warkton, Warmington, Weekley, Weldon, Wellingborough, Weston by Welland, Wilbarston, Wilby, Wollaston, Northamptonshire, Woodford, Woodnewton, Wollaston
- Ярвелл

- Західний Нортгемптоншир для іншої унітарної влади, створеної в Нортгемптонширі в квітні 2021 року.